# Георг фон Оксенщайн
Георг фон Оксенщайн (на немски: Georg von Ochsenstein; † март 1485 в Хайделберг) е господар на господството и замък Оксенщайн в Елзас. Той е последният мъжки представител на род Оксенщайн.
Той е син на Фолмар фон Оксенщайн († 1426) и съпругата му Аделхайд фон Хоен-Геролдсек († 1454), дъщеря на Валтер VIII фон Геролдсек († ок. 1432) и Елизабет фон Лихтенберг († сл. 1427), дъщеря на Конрад II фон Лихтенберг († 1390) и Йохана фон Бланкенберг-Бламонт († сл. 1422). Брат е на Кунигунда фон Оксенщайн (* пр. 1422; † 27 февруари 1443), сгодена на 1 октомври 1440 г. омъжена на 26 януари 1442 г. за граф Хайнрих I фон Цвайбрюкен-Бич († 1453), внук на Ханеман II фон Цвайбрюкен-Бич († ок. 1418), син на граф Симон IV фон Цвайбрюкен-Бич († 1406/1407) и Хилдегард фон Лихтенберг († сл. 1436).
Георг фон Оксенщайн умира бездетен през март 1485 г. в Хайделберг). През 1485 г. родът измира и господството отива като наследство на Графство Цвайбрюкен-Бич, и 1570 г. с Цвайбрюкен-Бич на Графство Ханау-Лихтенберг.

## Фамилия
Георг фон Оксенщайн се жени на 6 май 1459 г. за Анна фон Цвайбрюкен-Бич-Лихтенберг (* пр. 1458; † сл. 1496), внучка на Ханеман II фон Цвайбрюкен-Бич († ок. 1418), дъщеря на граф Фридрих II фон Цвайбрюкен-Бич († 1474) и рауграфиня Анна фон Салм-Нойенбаумберг († 1457). Бракът е бездетен.